# Yuko Morimoto
Yuko Morimoto (森本 ゆう子, Morimoto Yuko, Osaka, 6 januari 1974) is een Japans voormalig voetbalster.

## Carrière
Morimoto speelde voor Prima Ham FC Kunoichi.
Morimoto maakte op 6 december 1993 haar debuut in het Japans vrouwenvoetbalelftal tijdens een wedstrijd om het Aziatisch kampioenschap 1993 tegen Filipijnen. Japan behaalde brons op de Spelen. Zij nam met het Japans vrouwenvoetbalelftal deel aan het Aziatisch kampioenschap 1997 en daar stond zij in alle vijf de wedstrijden van Japan opgesteld. Japan behaalde brons op de Spelen. Ze heeft 10 interlands voor het Japanse vrouwenelftal gespeeld en scoorde daarin twee keer.

## Statistieken
| Japans vrouwenvoetbalelftal | Japans vrouwenvoetbalelftal | Japans vrouwenvoetbalelftal |
| Jaar                        | Wed.                        | Dlp.                        |
| --------------------------- | --------------------------- | --------------------------- |
| 1993                        | 2                           | 0                           |
| 1994                        | 1                           | 0                           |
| 1995                        | 0                           | 0                           |
| 1996                        | 0                           | 0                           |
| 1997                        | 5                           | 2                           |
| 1998                        | 2                           | 0                           |
| Totaal                      | 10                          | 2                           |